# Гаел Адам
Гаел Адам (28 березня 1986) — маврикійський плавець.
Учасник Олімпійських Ігор 2008 року.